# Faro de Punta Grossa
El faro de Punta Grossa (actualmente desaparecido) es un faro situado en Punta Grossa y realizado por Emili Pou siendo contratista Miguel Julián. El faro se construyó entre 1864 y 1867, entrando en servicio en 1870. Está deshabitado desde 1914.

## Historia
Señal hoy desaparecida, estuvo contemplada en el Plan de 1847 con aparato de tercer orden; su ubicación concreta fue objeto de discusiones desde el primer momento. Había dos corrientes de opinión: una partidaria de situarlo en el accidente de Punta Grossa, amparándose fundamentalmente en razones de recalada, y otra que defendía la ubicación en el Islote de Tagomago, por entender que la luz prestaría mejor servicio a los usuarios en general y en especial a los pescadores. El acceso a una zona acantilada o escarpada con una altura sobre el nivel del mar de 127 m. y en un promontorio que se adentra en el mar unos 2.400 m de distancia de lugar accesible, introdujeron no pocas complicaciones y obstáculos para las obras cuyos materiales se transportaban por vía marítima para luego ser subidos al emplazamiento del faro. 
Las obras se llevaron a cabo con dificultades añadidas a causa de la epidemia de cólera y la necesidad de cambiar las canteras por ser de muy mala calidad la piedra extraída en el primer emplazamiento. Al poco tiempo de su inauguración se comprobó que su ubicación no era la idónea, debiendo construirse finalmente un nuevo faro en la isla de Tagomago, eliminando para siempre el de Punta Grossa.